# Hey Mama (canção de Black Eyed Peas)
"Hey Mama" é uma canção do grupo norte-americano de hip hop, Black Eyed Peas. Ela lacançou a posição #23 na parada musical Billboard Hot 100. O single de 2004 é o terceiro do terceiro álbum do grupo, Elephunk (2003). O single tambem alcaçou a 23º posição na billboard hot 100. A canção também tocou no filme Garfield - O Filme (2004).

## Desempenho nas paradas
| Parada (2004)                  | Melhor posição |
| ------------------------------ | -------------- |
| Hungria (Single Top 40)        | 5              |
| Reino Unido (UK Singles Chart) | 6              |
| US Billboard Hot 100           | 23             |
| US Billboard Pop Songs         | 8              |